# Гута (Пшисуський повіт)
Гута (пол. Huta) — село в Польщі, у гміні Гельнюв Пшисуського повіту Мазовецького воєводства.
У 1975-1998 роках село належало до Радомського воєводства.